# Jacksons wever
De jacksons wever (Ploceus jacksoni) is een zangvogel uit de familie Ploceidae (wevers en verwanten).

## Verspreiding en leefgebied
Deze soort komt voor van uiterst zuidoostelijk Soedan tot Oeganda, Burundi, Kenia en noordelijk Tanzania.